# Nick Holonyak Jr.
Nick Holonyak Jr. (ukrainien : Микола Голоняк, Mykola Holoniak), né à Zeigler (Illinois) le 3 novembre 1928 et mort le 18 septembre 2022 à Urbana (Illinois), est un ingénieur américain.
Il est le premier étudiant de thèse de John Bardeen à l'université de l'Illinois à Urbana-Champaign et le premier à avoir créé une diode électroluminescente à spectre visible en 1962.
Holonyak est aussi lauréat avec Edward Fred Knipling du prix Japonais en 1995.

## Biographie
Fils de mineurs ukrainiens,, Holonyak travaillait pour l'Illinois Central Railroad lorsqu'il se convainquit d'entreprendre des études,. Il passa successivement sa licence (1950), sa maîtrise (1951) et sa thèse de doctorat en génie électrique (1954) sous la direction de John Bardeen à Urbana-Champaign. En 1954, il fut embauché par Laboratoires Bell, affecté aux recherches sur les semi-conducteurs. De 1955 à 1957 il effectua son service militaire dans les transmissions,.
De 1957 à 1963, il travailla comme chercheur au laboratoire de semi-conducteurs de General Electric à Syracuse (New York), où il mit au point la première diode laser à lumière visible (9 octobre 1962). Il l'avait obtenue par culture de cristaux d'un alliage d'arsénure de gallium, s'inspirant en cela de la diode infrarouge d'un collègue, Robert N. Hall (1919–2016).